# Caleb Houstan
Caleb Michael David Houstan (Mississauga, Ontario, 9 de enero de 2003) es un jugador de baloncesto canadiense que pertenece a la plantilla de los Atlanta Hawks de la NBA. Con 2,03 metros de estatura, juega en la posición de alero.

## Trayectoria deportiva

### Instituto
Durante sus primeros tres años, Houston asistió a la Academia Montverde en Montverde, Florida. El 17 de julio de 2020 anunció que renunciaría a su último año, se graduaría temprano de la escuela secundaria y se reclasificaría a la clase de 2021. Como estudiante de primer año, ayudó a llevar a los Eagles a un récord de 22-3 y a la semifinal del campeonato nacional de preparación. Como estudiante de segundo año, promedió 10 puntos, 3,5 rebotes y 1,2 asistencias mientras anotaba un 53,1 por ciento en triples, que ayudó a llevar a los Eagles a un récord perfecto de 25-0 y ocupó el puesto número 1 en el país, antes de que se cancelara la temporada debido a la pandemia de COVID-19. A pesar de que la temporada se interrumpió, Montverde fue declarado campeón nacional preparatorio. Fue el único no sénior que jugó como titular en una lista con jugadores talentosos como Scottie Barnes, Cade Cunningham, Moses Moody o Day'Ron Sharpe.
En su tercer año, ayudó a llevar a los Eagles a un récord de 21-1. Houstan fue incluido en el McDonald's All-American Game y en el Jordan Brand Classic, aunque ambos partidos se verían suspendidos por segundo año consecutivo a causa de la pandemia de COVID-19.

### Universidad
Jugó una temporada con los Wolverines de la Universidad de Míchigan, en la que promedió 10,1 puntos, 4 rebotes y 1,4 asistencias por partido. Después de la temporada, Houston se declaró elegible para el draft de la NBA manteniendo su elegibilidad universitaria. Sin embargo, el 1 de junio de 2022, anunció que permanecería en el draft y renunciaría a su elegibilidad restante.

#### Estadísticas
| Año     | Equipo   | PJ | PT | MPP  | %TC  | %3P  | %TL  | RPP | APP | ROB | TPP | PPP  |
| ------- | -------- | -- | -- | ---- | ---- | ---- | ---- | --- | --- | --- | --- | ---- |
| 2021–22 | Michigan | 34 | 34 | 32.0 | .384 | .355 | .783 | 4.0 | 1.4 | .7  | .2  | 10.1 |

### Profesional
Fue elegido en la trigésimo segunda posición del Draft de la NBA de 2022 por los Orlando Magic. El 11 de julio de 2022 firmó un contrato de novato con los Magic.
Tras tres temporadas en Orlando, en las que las dos primeras alternó con el filial de la G League, el 17 de julio de 2025 firma por una temporada con Atlanta Hawks.

## Estadísticas de su carrera en la NBA

### Temporada regular
| Año     | Equipo  | PJ  | PT | MPP  | %TC  | %3P  | %TL  | RPP | APP | ROB | TPP | PPP  |
| ------- | ------- | --- | -- | ---- | ---- | ---- | ---- | --- | --- | --- | --- | ---- |
| 2022-23 | Orlando | 51  | 4  | 15.9 | .363 | .338 | .833 | 1.9 | .6  | .2  | .1  | 3.8  |
| 2023-24 | Orlando | 59  | 13 | 13.8 | .388 | .373 | .808 | 1.4 | .5  | .3  | .1  | 4.3  |
| 2024-25 | Orlando | 58  | 6  | 13.6 | .421 | .400 | .882 | 1.3 | .6  | .4  | .1  | 4.1' |
| Total   | Total   | 168 | 23 | 14.4 | .391 | .372 | .836 | 1.5 | .6  | .3  | .1  | 4.1  |

### Playoffs
| Año   | Equipo  | PJ | PT | MPP | %TC  | %3P  | %TL | RPP | APP | ROB | TPP | PPP |
| ----- | ------- | -- | -- | --- | ---- | ---- | --- | --- | --- | --- | --- | --- |
| 2024  | Orlando | 3  | 0  | 4.7 | .500 | .500 | —   | .7  | .0  | .0  | .0  | 1.0 |
| 2025  | Orlando | 5  | 0  | 9.4 | .143 | .200 | —   | .8  | .2  | .0  | .2  | 1.2 |
| Total | Total   | 8  | 0  | 7.6 | .188 | .250 | —   | .8  | .1  | .0  | .1  | 1.1 |